# Erdődy (ród)
Erdődy – węgierski ród szlachecki wywodzący się od Mikołaja, brata kardynała Tamása Bakócza.
W XVI wieku ród uzyskał tytuł hrabiowski, a w 1607 roku uzyskał dziedziczny tytuł żupanów waradyńskich. W 1728 roku ród podzielił się na dwie linie.

## Przedstawiciele rodu
- Tomasz Erdődy (1558–1624) – ban Chorwacji, Słowacji i Dalmacji
- László Adam Erdődy (1677–1736) – biskup nitrzański
- Jan Erdődy – biskup egerski i rektor akademii ingolsztadzkiej
- Mikołaj E. Erdődy – ban Chorwacji, pogromca Turków pod Kostajnicą w 1691 roku
- Emeryk Erdődy – wielki skarbnik, członek sądu w procesie Frankopaniego
- Gabriel Erdődy – biskup erlauski
- Aleksander Erdődy (1804–1881)